# Estados Federados da Micronésia nos Jogos Olímpicos de Verão de 2020
Estados Federados da Micronésia tem sua participação esperada nos Jogos Olímpicos de Verão de 2020, que inicialmente seriam realizados em Tóquio entre 24 de julho e 9 de agosto de 2020, mas foram adiados para entre 23 de julho e 8 de agosto de 2021, por conta da Pandemia de COVID-19.

## Competidores
| Esporte   | Masculino | Feminino | Total |
| --------- | --------- | -------- | ----- |
| Atletismo | 1         | 0        | 1     |
| Total     | 1         | 0        | 1     |